# Немачки сељачки рат
Немачки сељачки рат представља сељачку буну која је захватила Свето римско царство 1524. године. Вођа устаника био је Томас Минцер. Устанак је завршен неуспехом.

## Узроци
Крајем 15. и почетком 16. века Немачка у развоју заостаје у односу на друге европске државе, пре свега Холандијом и Енглеском. Узрок томе су, пре свега, јаке центрифугалне тенденције. У другим развијенијим државама, раст трговине и индустрије доприносили су централизацији државе, а у Немачкој је утицало на локално груписање интереса што је доприносило расцепканости земље. Царска власт постајала је све слабија, а локални кнежеви су се све више осамостаљивали. Кнежеви су имали сопствене војске и убирали сопствени порез. Становништво градова поделило се на три групације: патриције (племићи), који су управљали градом и експлоатисали сељаке и грађане потчињене граду; грађанску опозицију, која је обухватала богатије и средње слојеве грађана и плебејску опозицију састављену од обесправљених становника града. Међутим, у Немачкој су се највише експлоатисали сељаци. Капитализам је утицао на све већу експлоатацију на немачком селу. Због тога је почетком 16. века Немачку погодио низ сељачких устанака. Најзначајнији су били устанци под називом "Савез ципела" и "Сироти Конрад". Оба устанка су, међутим, завршена неуспехом. Класна борба у Немачкој кулминираће 1524. године избијањем Немачког сељачког рата.

## Минцерова проповед
Протестантска реформација, коју је 1517. године започео Мартин Лутер, поделила је Немачку у три табора: католички (реакционарни), лутерански (грађанско-рефористички) и револуционарни. Католички табор чинили су сви они којима је у интересу било очување средњовековног феудалног поретка. Лутерански табор чинило је ситно племство и грађанска опозиција чији је циљ био да се ослободе зависности од монарха и да конфискацијом стекну богатство. Трећи табор чинили су сељаци и плебс. На чело револуционарног покрета стао је 1524. године Томас Минцер. Он је формулисао захтеве револуционара. Минцер се залагао за укидање класних разлика и приватне својине. Све власти које би се опирале таквом поретку требало је уништити. Једнакост није требало да обухвати само Немачку већ и целокупан хришћански свет.
Минцер је издавао револуционарне памфлете и слао пропагаторе по читавој Немачкој. Религиозна филозофија Томаса Минцера убрзо је стала у супротност са Лутеровом због чега Лутер стаје на страну феудалаца. Средином 1524. године ће Минцерови следбеници организовати оружану побуну против власти. Сељачким ратом су највише обухваћена подручја Швапске, Франконије и Тирингије.

## Устанак у Швапској
Устанак је избио у Швапској где су сељаци одбили да испуне феудалне обавезе. Убрзо су сељаци почели да се групишу у одреде, бирају свога вођу и да се наоружавају. Устанике у Швапској предводио је Ханс Милер, Минцеров ученик. Крајем октобра сељаци заузимају Валдсхут на горњем току Рајне. Образују евангелистичку заједницу која је за циљ имала уништење феудалног поретка, разарање замкова и манастира. Устанак се брзо ширио јер су швапски феудалци управо у то време ратовали у Италији. Племство је започело са преговорима како би купило време. До средине месеца, Милерове снаге бројале су око 3500 људи. Племство је сакупило само око 1700 најамника. Међутим, Милер је насео на племићке понуде и распустио своју војску.
Увидевши Милерову заблуду, сељаци се убрзо поново групишу. Племиће је предводио Георг Трухзес. Почетком следеће године, сељачке снаге бројале су преко 40.000 сељака распоређених у шест одреда. Међутим, иако је бројност армије била завидна, она је имала и бројне недостатке. Највећи од њих били су неорганизованост, избегавање офанзивних акција и слабо наоружање. Војска је прихватила програм Дванаест тачака по коме се борба ограничавала на укидање кметства и добијање економских олакшица. Племство је искористило попуштање сељака и њихову спремност на преговоре. Швапски савез био је ослабљен ратовањем против протераног војводе Улриха Виртембершког. Трухзес је убеђивао сељаке да не пружају подршку Улриху. Са некима је склопио и савез. Лишен подршке сељака, Улрих је поново поражен и протеран из Виртемберга. Племићи су тада поново ударили на сељаке. Окупивши војску од 10.000 војника, Трухзес је кренуо у напад на сељаке. Неке одреде је успео и да порази. Судар претходница са Језерским одредом сељака завршен је Трухзесовим поразом. Потом он поново ступа у преговоре са сељацима обећавајучи им амнестију и извесне олакшице. Сељаци су пристали да предају већи део оружја. Први период сељачког рата у Немачкој тиме је завршен. Трухзес се са војском упутио у Франконију.

## Устанак у Франконији
Револуционарни покрет у Франконији није био јединствен. Постојало је чак шест центара устаника. Најјачи је био у царском граду Хајлброну. Најјачи одреди били су Светли одред (8000 људи, око 3000 аркебуза и неколико бомбарди) који је предводио Жаклин Рорбах и Црни одред под командом витеза Флоријана Гајера. Одлучујућа битка између реакционарних снага предвођених Трухтесом и одреда Виртемберга и Франконије одиграо се 12. маја 1525. године код Беблингена. Трухзесову армију чинило је око 15.000 војника. Основно преимућство феудалаца било је јединство командовања и снажна артиљерија и коњица. Војска револуционара била је разједињена. И њу је чинио око 15.000 људи, али без коњице. Сељаци су, релативно лако, поражени и натерани у бекство. Изгубили су око 4000 људи. Рорбах је заробљен и погубљен (печен на живој ватри). Убрзо након битке код Беблингена, Трухзес је, појачан одредима фалачког кнеза (6500 људи) угушио отпор у Оденвалду, Некару и доњој Франконији. Са најјачим одредом, Алгојским одредом (23.000 људи) Трухзес је склопио договор. Одред је убрзо распуштен.

## Устанак у Тирингији
Чим је букнуо устанак у Швапској, Минцер се упутио у Тирингију коју је претворио у средиште устанка. Дана 17. марта 1525. године у Милхаузену долази до преврата. Градски патрицијски савет је смењен. Власт је прешла у руке Великог већа на челу са Минцером. Проглашена је једнакост имовине и грађана. Минцер је постао првак револуционарног покрета. Под његовим проповедима, сељаци су кренули у рушење и паљење манастира и замкова. Устанком су захваћени Ајхсфелд, Харц, војводство Хесен и други делови северне Немачке. Племство се у почетку није снашло. Тек крајем априла, хесенски војвода угушио је устанак у свом војводству и упутио се ка Фулди где је 3. маја разбио Фулдски сељачки одред. Потом се упутио на север где се спојио са војском саксонског изборног кнеза. Заједно су ударили на Бад Франкенхаузен где их је чекао Минцер са око 8000 људи . Дана 16. маја, феудалци склапају примирје са Минценом, али га нападају пре његовог истека. Ипак, пре напада, феудалци су сељацима понудили амнестију уколико прекину са побуном и предају им Минцера живог. Минцер је одржао састанак где су за предају гласали један витез и свештеник. Минцер им је одрубио главе. Устаници су ипак поражени. Страдало је 5000 сељака. Минцер је рањен, заробљен и мучен пре него што је убијен.

## Значај
Гушењем устанка у Тирингији окончан је Сељачки устанак у Немачкој. Он је живота коштао преко 150.000 сељака. Страдало је и свештество и племство. Основни разлог неуспеха устанка био је тај што су се сељаци, и поред бројчане надмоћи, везали за одбрамбена дејства и спремно прихватали понуде феудалаца. Положај немачких сељака је након устанка веома погоршан. Подвргнути су још жешћој експлоатацији од стране феудалаца. И поред тога, он је имао велики значај у историји Немачке. Енгелс и Лењин су Немачки сељачки рат сматрали првом од три велике буржоаске револуције у Европи.